# Syndetikon

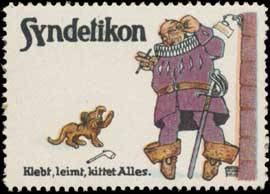
. Syndetikon Klebt, leimt, kittet Alles. Hund. 1900-1918

Syndetikon est le nom de marque d'un produit fabriqué en Allemagne par Otto Ring & Co. , adhésif visqueux à base de colle de poisson fabriquée depuis 1880.
Le nom vient du verbe grec syndein, qui signifie « lier ensemble ». début du XXe siècle, Syndetikon était l'une des colles universelles (de)  les plus connues d'Allemagne. Un slogan publicitaire fréquemment utilisé à l'époque était « Syndetikon klebt, leimt und kittet alles ». Le graphiste allemand Friedrich Wilhelm Kleukens (de)  a longtemps travaillé comme artiste indépendant pour l'entreprise en tant que affichiste, et la société avait également des affiches conçues par Fritz Hellmuth Ehmcke et August Hajduk (de) .

## Nature
Dans Handbuch der physikalisch-chemischen Technik für Forscher und Techniker, il est écrit : Puisque le syndeticon visqueux se lie rapidement, il convient si vous voulez coller quelque chose rapidement. Cependant, comme il est cassant après séchage, la zone collée ne dure parfois pas longtemps .
En 1893, un manuel pour les pharmaciens précise : La colle visqueuse vendue sous les noms de Fischleim, Syndetikon etc. est préparée, surtout en Norvège, en faisant bouillir toutes sortes de morceaux de poisson, entrailles, vessies natatoires etc. Plus récemment, le syndeticon na souvent été qu'une solution épaisse de sucre-calcium .

### Fabrication
Selon le pharmacien Adolf Vomácka, le sucre (60,0) et l'eau (180,0) sont nécessaires à la production. Les deux sont « … résolus par la cuisson. 15,0 g de chaux éteinte décomposée sont ajoutés à la solution encore chaude et le tout est mis de côté dans un endroit chaud pendant quelques jours en remuant fréquemment. Ensuite, on laisse reposer ; la solution claire de sucre et de chaux résultante est versée ; la colle de Cologne 60,0  y est laissée à gonfler et liquéfiée après 24 heures par chauffage. Cette colle adhère parfaitement, mais ne doit pas être utilisée pour le papier de couleur, le cuir, etc. 